# Wingst (gmina)
Wingst – miejscowość i gmina w Niemczech, w kraju związkowym Dolna Saksonia, w powiecie Cuxhaven, wchodzi w skład gminy zbiorowej Land Hadeln. Do 31 października 2016 należała do gminy zbiorowej Am Dobrock.